# Garie
Kang Hee-gun (24 de febrer de 1978), més conegut com a Garie (en coreà: 개리) és un cantant i compositor de Corea del Sud, especialitzat en rap i que també és productor.

## Àlbums d'estudi
- Leessang of Honey Familly
- 再啓發
- Lee Ssang Special Jungin
- Library Of Soul
- Black Sun
- 伯牙絶鉉
- HEXAGONAL
- AsuRa BalBalTa
- Unplugged